# Burger Partij Amersfoort
De Burger Partij Amersfoort (BPA) is een lokale politieke partij in Amersfoort. 
De partij werd opgericht in 1998. De thema's waar de partij zich op richt zijn veiligheid en een sociaal en financieel gezond beleid.
Bij de verkiezingen in maart 2010 kreeg de partij 17% van de stemmen en kwam met zeven zetels in de gemeenteraad. Er volgde collegedeelname, maar door interne problemen was er in maart geen wethouder meer en waren van de zeven raadsleden er vijf uit de fractie gestapt. Een stapte over naar de VVD, een naar GroenLinks en drie bleven op persoonlijke titel zitten.
In verband met mogelijk strafbare feiten in 2012 van fractieleden volgde er op aangifte door de burgemeester Lucas Bolsius een strafrechtelijk onderzoek door de rijksrecherche dat na achttien maanden werd afgesloten zonder vervolging, wegens gebrek aan bewijs.
De raadsfractie bestaat anno 2018 uit twee raadsleden. De partij stelde jarenlang de meeste schriftelijke vragen in de gemeenteraad van Amersfoort en staat bekend om haar directe wijze van debatteren.

## Controversie
In juni van 2020 kwam de partij in opspraak door vermeende racistische uitspraken van de partijvoorzitter Hans van Wegen. In de eerstvolgende vergadering deden de overige partijen afstand van de uitspraken.